# Cicely Hamilton
Cicely Hamilton, nota come Hammill (Paddington, 15 giugno 1872 – 6 dicembre 1952), è stata una scrittrice, giornalista e attrice inglese che ha preso parte al movimento femminista delle suffragette in Gran Bretagna.
Fu fondatrice, con Bessie Hatton, della Lega delle scrittrici per il diritto di voto (Women Writers' Suffrage League). La sua fama è dovuta all' opera How the vote was won (Come fu vinto il voto), in cui viene raccontato come le donne inglesi lasciarono le loro case e il loro lavoro per protestare contro il provvedimento del Governo secondo cui le donne non necessitavano del diritto al voto, essendo supportate economicamente dai rispettivi mariti.

## Vita privata e carriera
Cicely Mary Hammill era nata a Londra, nel quartiere di Paddington e fu educata a Malvern, nel Worcestershire. Dopo una breve esperienza come insegnante, si dedicò alla recitazione per 10 anni lavorando presso una compagnia teatrale itinerante. La sua professione fu determinante per lo sviluppo delle sue idee femministe: si rese conto, infatti, che nei teatri le donne guadagnavano meno ed erano soggette a maggiori spese rispetto agli uomini. Iniziò così a contribuire alla causa femminista attraverso la stesura di opere e drammi con tematiche sociali, ottenendo un grande successo. Durante l'Età vittoriana divenne l'emblema della donna nuova che non necessita di vincoli matrimoniali ed in grado di provvedere a sé stessa.
Nel 1908 fondò la Lega delle scrittrici per il diritto di voto, in collaborazione con Bessie Hatton, come supporto all'Unione nazionale per il diritto al voto femminile (National Union of Women's Suffrage Society). La lega contava più di 400 membri, tra cui Ivy Compton-Burnett, Sarah Grand, Violet Hunt, Marie Belloc Lowndes, Alice Meynell, Olive Shreiner, Evelyn Sharp, Marie Sinclair e Margaret L. Woods. La Lega produsse molti testi che affrontavano tematiche sociali, scritti per lo più da Marie Sinclair, riscuotendo un considerevole successo tra gli uomini.
Nello stesso anno pubblicò Diana of Dobson's (Diana dei Dobson) e The Traveller Returns (Il Ritorno del viaggiatore) nel 1906, che la consacrò drammaturga e scrittrice di notevole importanza. Diana descrive il forte disagio delle donne lavoratrici che, oltre ad essere costrette a lavori eccessivi e stipendi esigui, sono private di un'adeguata educazione. Il suo interesse alla causa femminista crebbe con l'ingresso nella Lega per il diritto al voto delle attrici (Actresses' Franchise League), il cui obiettivo era quello di raccogliere denaro per le associazioni a sostegno del diritto di voto attraverso la stesura e rappresentazione di opere teatrali. In un'epoca in cui la radio ancora non esisteva, infatti, un modo efficace per diffondere messaggi e produrre una discussione nella società era proprio creare piccole opere teatrali da mettere in scena in tutto il paese. Nacque così il teatro suffragista, una forma di espressione letteraria drammatica che sostiene le problematiche del movimento delle suffragette. Due dei più grandi esempi di questo genere fu How the vote was won (Come il voto fu acquisito), scritto da Cicely Hamilton in collaborazione con Christopher St. John e rappresentato per la prima volta al Royalty Theatre, nel 1908, e Votes for Woman (Voto per le donne) di Elizabeth Robin.
Cicely Hamilton ha redatto il testo di The March of the Women (La marcia delle donne) sulla musica che Ethel Smith compose nel 1910 per l'Unione sociale e politica delle donne (Women's Social and Political Union).
Poco tempo dopo scrisse A Pageant of Great Woman (Spettacolo di una grande donna) che si basa sulle idee di Edith Craig, sua amica e direttrice dell'associazione teatrale Pioneer Player di cui fu membro. Fu rappresentata in tutta la Gran Bretagna, dal 1909 alla prima guerra mondiale.
Cicely Hamilton aderì anche all'Unione sociale e politica delle donne (Women's Social and Political Union), alla Lega per la libertà delle donne (Women's Freedom League) e alla Lega femminile di resistenza fiscale (Women's Tax Resistance League), rifiutandosi di pagare le tasse fino allo scoppio della Prima guerra mondiale.
Durante il conflitto lavorò inizialmente per un'organizzazione che si occupava di cure ospedaliere e in seguito per l'esercito come supporto medico. Formò anche una compagnia d'intrattenimento per le truppe. A guerra conclusa, scrisse, come giornalista freelance, sul controllo delle nascite e, come drammaturga, per la Birmingham Repertory Company.

## Opere
- The Traveller Returns (1906) dramma
- Diana of Dobson's (romanzo, dramma 1908)
- Women's Votes (1908)
- Marriage as a Trade (1909)
- How the Vote was Won (1909) dramma
- A Pageant of Great Women (1910) dramma
- Just to Get Married (1911) dramma
- Jack and Jill and a Friend (1911) dramma
- William - an Englishman (1920) romanzo (Ristampato da Persephone Books nel 1999)
- The Child in Flanders: A Nativity Play (1922)
- Theodore Savage: A Story of the Past or the Future (1922)
- The Old Adam (1924) play
- Non-Combatant (1924)
- The Human Factor (1925)
- The Old Vic (1926) with Lilian Baylis
- Lest Ye Die (1928)
- Modern Germanies as seen by an Englishwoman (1931)
- Modern Italy as seen by an Englishwoman (1932)
- Modern France as seen by an Englishwoman (1933)
- Modern Russia, as seen by an Englishwoman (1934)
- Modern Austria as seen by an Englishwoman (1935)
- Life Errant (1935) autobiography
- Modern Ireland as seen by an Englishwoman (1936)
- Modern Scotland as seen by an Englishwoman (1937)
- Modern England as seen by an Englishwoman (1938)
- Modern Sweden. as seen by an Englishwoman (1939)
- The Englishwoman (1940)
- Lament for Democracy (1940)
- The Beggar Prince (1944) play
- Holland To-day (1950)